# Stenopogon petilus
Stenopogon petilus är en tvåvingeart som beskrevs av Martin 1968. Stenopogon petilus ingår i släktet Stenopogon och familjen rovflugor. Inga underarter finns listade i Catalogue of Life.